# Lucienne Rouet
Lucienne Alexandrine Rouet (* 15. Dezember 1901 in Paris; † 3. Juli 1943 in Villejuif) war eine französische Schwimmerin.

## Karriere
Rouet begann ihre Karriere bei den französischen Meisterschaften 1922 mit dem Gewinn einer Bronzemedaille über 100 m Rücken. In selbiger Disziplin errang sie im Folgejahr erneut Bronze, 1924 folgte eine Silbermedaille. Neben den nationalen Meisterschaften nahm die Schwimmerin im Jahr 1924 ebenfalls an den Olympischen Spielen in Paris teil. Hier scheiterte sie im Wettbewerb über 100 m Rücken als Fünfte ihres Vorlaufs am Finaleinzug.